# Amor i sexe (pel·lícula del 2000)
Amor i sexe (títol original: Love & Sex) és una pel·lícula del 2000 escrita i dirigida per Valerie Breiman. És protagonitzada per Famke Janssen i Jon Favreau. Ha estat doblada al català

## Argument
Quan el seu article és rebutjat, la periodista Kate Welles li pregunta pel seu editor com se li va ocórrer l'article sobre les relacions amoroses en el seu lloc. D'altra banda, és una periodista extraordinàriament atractiva, però sense sort amb els homes. Adam és artista. Té molt talent, és graciós i té confiança en si mateix. Kate i Adam es fan amics i finalment comencen a viure junts. Com en totes les parelles, tenen alts i baixos, i les petites manies de cadascun que van fer que s'enamoressin ara els fan sortir de polleguera. La seva vida en comú es converteix en una rutina i Adam decideix que vol trencar la relació i veure a altres dones

## Repartiment
- Famke Janssen: Kate Welles
- Yvonne Zima: Kate, amb 9 anys
- Jon Favreau: Adam Levy
- Noah Emmerich: Eric
- Ann Magnuson: Monique Steinbacher
- Cheri Oteri: Mary
- Josh Hopkins: Joey Santino
- Robert Knepper: Gerard Boussard
- Vincent Ventresca: Richard Miltner
- David Steinberg: Tiny Man
- Elimu Nelson: Jerome Davis
- Claudia Christian: dona ala galeria (cameo)
- David Schwimmer: proselitista (cameo)

## Premis i nominacions
- Millor Guió, Premis Independent Spirit (2001) - Valeria Breiman (nominada)[3]

## Banda sonora
- "It's Alright" (Phil Roy)
- "It's Alright" versió instrumental (Heitor Pereira)
- "Giving" (Marc Ford)
- "Ladyfinger" (Convoy)
- "Bumpkin" (Dig)
- "Suffer Me" (Todd Thibaud)
- "Retro Sexy" (Chuckle Head)
- "Star Sax" (Steve Jeffries)
- "Under the Light of the Moon" (The Merrymakers)
- "Adrenalin" (Eric Caspar)
- "Go Down Easy" (Over the Rhine)
- "Carry Me" (Tim Easton)
- "Monster" (Weaklazyliar)
- "Here's Lookin at You" (Convoy)